# Il testamento del professor Dowell
Il testamento del professor Dowell (in russo Завещание профессора Доуэля?, Zaveščanie professora Douėlja), è un film del 1984 diretto da Leonid Menaker.
Pellicola sovietica di fantascienza ispirata al romanzo La testa del professor Dowell di Aleksandr Romanovič Beljaev.

## Trama
Il professor Dowell e il suo assistente dottor Kern stanno lavorando e studiando un metodo per resuscitare.
Il dott. Kern uccide intanto il professor Dowell in un incidente stradale ma la sua testa viene tenuta in vita dallo stesso Kern per poterne estrapolare tutti i segreti della scienza.
In seguito la testa vivente di una donna si appropria del corpo di una giovane ragazza che è la fidanzata del figlio del professor Dowell.
Il dott. Kern spaccerà l'invenzione per propria ma il figlio del professor Dowell aiuterà la testa del padre a dire la verità.